# Wolf von Schönberg

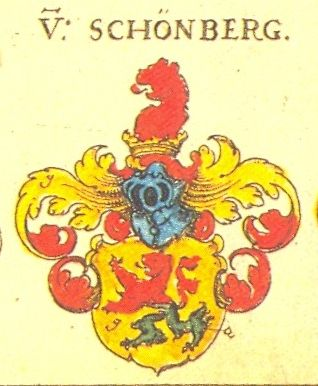
Armoiries des Schönberg

Wolf von Schönberg, seigneur de Sachsenburg, de Knauthain, de Zöplitz et de Frankenberg, né en 1518 et mort le 29 janvier 1584 au château de Neusorge, est un seigneur saxon au service de la Maison de Wettin à la cour de Dresde et père du surintendant des finances du royaume de France, Gaspard de Schomberg, comte de Nanteuil.

## Biographie
Wolfgang von Schönberg est le fils de Hans von Schönberg, seigneur de Schönau et de Bornichen, et de son épouse, née Margarethe von Gans. Il épouse Anna von Minckwitz, fille de Caspar von Minckwitz, seigneur de Dohna, dont il a six enfants: 
- Hans Wolf (de) (1539-1603), seigneur de Pulsnitz et surintendant des mines de Freiberg (Saxe);
- Gaspard (1540-1599), maréchal, surintendant des finances du royaume de France, comte de Nanteuil en 1578;
- Georges, mort au duel des Mignons le 27 avril 1578;
- Maurice, conseiller à la cour de Dresde,
- Anne, épouse de Rudolf de Gersdorff, seigneur de Güteborn;
- Marguerite.

Wolf von Schönberg est partisan de la branche ernestine de la Maison de Wettin en combattant aux côtés de Jean-Frédéric de Saxe (1503-1554). Il est d'abord colonel, puis atteint le grade de général à la guerre de Schmalkalde puis de maréchal de camp de l'armée saxonne. Blessé à la bataille de Muehlberg, il est remplacé par Hans von Ponickau (de). Wolf von Schönberg se met au service de la branche albertine, avec le prince-électeur Maurice de Saxe (1521-1553). Il est gouverneur de Chemnitz, feldmarschall à la bataille de Sievershausen du 9 juillet 1553, et nommé quelques mois plus tard maréchal de la cour de Dresde. De 1557 à sa mort en 1584, il est surintendant des mines et des forêts de l'Électorat de Saxe à Freiberg, dans les Monts Métallifères. La famille est à l'origine de l'exploitation de nombreuses mines dès cette époque et devient l'une des familles les plus puissantes de Saxe.
Schönberg prend parti en 1567 du duc Auguste le Pieux contre Jean-Frédéric II de Saxe et participe au siège de Gotha qui aboutit à la capture du prince Jean-Frédéric II.